# Баба Людова
Ба́ба Людо́ва (Баба Лудова) — гора на хребті Пневе (Пнівє), що в масиві Гриняви (Українські Карпати).
Розташована в межах Верховинського району Івано-Франківської області, між селами Буркут, Грамотне і Пробійнівка.
Абсолютна висота над рівнем моря становить 1581,7 м (за іншими даними — 1586 м або 1590 м).
Баба Людова є однією з найвищих вершин Гринявських гір. Вершина незаліснена, з розлогими полонинами; на схилах є скелі.
На захід розташована гора Масний Присліп (1581 м), на північний схід — Тарниця (1553,2 м) та полонина Копілаш.

## Етимологія назви
Назву першої іменної частини складного топоніма пов'язують з давньоруською міфологією. Баба — жіноче божество, тітка бога Святовита, богиня землі у вигляді хмар. Пізніше уособлювала світло і жила в горах, на скелястих вершинах, на високих кручах річок. Звідси й назва гори Баба поблизу Гусятина, велика кількість назв Бабина гора, зокрема неподалік від Збаража, Бабині гори над річкою Студеницею — лівою притокою Дністра. Проте топооснова баб- багатозначна, іменникова частина складного ороніма могла утворитися й від іншого терміна: корінь боб-, баб- у слов'янських мовах має означення чогось одутлого, заокругленого, наприклад, серб. баба «кругла ягода». Вершину Бабин Писок у Товтрах виводять за подібність її силуету до профілю обличчя міфічної баби-яги. Назва річки Баба — правої притоки Десни, що має заболочене русло, очевидно, походить від поліського діалектичного баба — «трясовина, грузьке місце». Назви річок Баба — лівої притоки Великого Бурлука (сточище Сіверського Дінця) та правої притоки Гірського Тікичу — походить від тюрк. *ВаЬ(а) «потік, ручай». Лудова (діалектизм) — «незграбна», «безформна».